# Ma pomme
Pour l’article ayant un titre homophone, voir MAPOM.
Pour la première personne, voir Personne (grammaire)#Distinctions fondamentales.
Pour les articles homonymes, voir Pomme (homonymie).
Pour plus de détails, voir Fiche technique et Distribution.
Ma pomme est un film français réalisé par Marc-Gilbert Sauvajon, sorti en 1950.

## Synopsis
Un vagabond surnommé « Ma pomme » hérite un jour d'une fortune considérable. Peu convaincu des bienfaits de l'argent, le clochard hésite à prendre tous ces millions. Mais les autres héritiers ne peuvent toucher leur part que si « Ma pomme » accepte lui aussi sa part d'héritage. Le vagabond devient alors l'objet de toutes les pressions.

## Fiche technique
- Titre : Ma pomme
- Réalisation : Marc-Gilbert Sauvajon, assisté de : Claude Pinoteau, Ulrich Picard
- Scénario, adaptation et dialogues : Marc-Gilbert Sauvajon
- Décors : Jean d'Eaubonne
- Costumes : Rosine Delamare, exécutés par Balmain
- Photographie : Henri Alekan ; cadreur : Henri Tiquet
- Musique : Charles Borel-Clerc, Fred Freed, G. Kernis, Claude Valéry, Jean Marion (non crédité)
- Chansons : 
  - Clodo sérénade - musique : Fred Freed, Paroles : Maurice Vandair et Maurice Chevalier.
  - T'en fais pas - musique : Jacques Kernys et Fernand Bonifay, paroles : Maurice Chevalier et Fernand Bonifay.
  - Y'a tant d'amour - musique : Claude Valéry, paroles : Raymond Asso.
  - Ma pomme - musique : Charles Borel-Clerc, paroles : Georges Fronsac et Mme Rigot.
- À l'accordéon : Tony Murena
- Montage : Roger Dwyre
- Son : Antoine Petitjean
- Maquillage : Hagop Arakélian
- Production :  André Paulvé, Michel Safra
- Société de production : Speva-Films, Discina
- Pays de production :  France
- Tournage : 17 avril au 7 juin 1950, Studios de Boulogne, aéroport de Paris-Orly et rue Charlemagne (près de la rue de Jouy) à Paris.
- Format : Noir et blanc - 35 mm - 1,37:1 - Mono
- Durée : 100 minutes
- Genre : comédie dramatique musicale
- Date de sortie :
  - France : 15 novembre 1950
- Affiche : René Péron (France)

## Distribution
- Maurice Chevalier : Maurice Vallier dit « Ma pomme », clochard
- Sophie Desmarets : Caroline Peuchat, la femme du banquier
- Jean Wall : M. Peuchat, le banquier
- Jane Marken : Mme Deply
- Raymond Bussières : Fricotard, le clochard ami de Maurice
- Véra Norman : Claire Andrieux, l'hôtesse de l'air
- Jacques Baumer : Maître Dubuisson, notaire
- Jean Hebey : M. Bourdonnais, le patron du restaurant
- Jacques Dynam : Jacques Turpin, l'architecte amoureux de Claire
- Suzanne Grey : la serveuse du restaurant
- Odette Barencey : la concierge
- Fernand Rauzena : le maestro
- Pierre Juvenet : le président
- François Joux : le mari inquiet de l'aéroport
- Alexandre Mihalesco : le concierge
- Germaine Stainval : la présidente
- André Wasley : l'agent
- Roger Vincent : le docteur
- Marcel Rouzé : un ouvrier sur le chantier
- Marcel Charvey : le journaliste
- Guy Henry : un invité à la soirée
- Félix Paquet : Valentin, le domestique des « Peuchat »
- Barbara Shaw : Coppélia
- Mag Avril
- Dominique Davray
- René Pascal
- Philippe Janvier
- Guy Derlan
- Ann Rachlin